# Orehovica (Kroatië)
Orehovica (Hongaars: Drávadiós) is een gemeente in de Kroatische provincie Međimurje.
Orehovica telde 2.720 inwoners op 31 augustus 2021. De oppervlakte bedraagt 28,33 km², de bevolkingsdichtheid is 96 inwoners per km².
In 2021 had Orehovica het hoogste percentage Roma in Kroatië. 916 van de 2.720 inwoners identificeerden zichzelf met de 'Romani' etniciteit, oftewel 33,7% van de totale bevolking. De etnische Kroaten vormden met 1.757 personen ongeveer 64,6% van de totale bevolking. Buiten 21 Albanezen (0,8%) waren er geen andere vermeldenswaardige etnische minderheden.
Steden (gradovi): Čakovec · Mursko Središće · Prelog

Gemeenten (općine): Belica · Dekanovec · Domašinec · Donja Dubrava · Donji Kraljevec · Donji Vidovec · Goričan · Gornji Mihaljevec · Kotoriba · Mala Subotica · Nedelišće · Orehovica · Podturen · Pribislavec · Selnica · Strahoninec · Sveta Marija · Sveti Juraj na Bregu · Sveti Martin na Muri · Šenkovec · Štrigova · Vratišinec